# رودخانه خرلن
رودخانه کرلن (به لاتین: Kherlen River) یک رود در مغولستان است که در استان دارناد واقع شده‌است.